# Lord Peter et le Bellona Club
Lord Peter et le Bellona Club  —  The Unpleasantness at the Bellona Club  dans l'édition originale britannique — est un roman policier publié par Dorothy L. Sayers en 1928. C'est le 4e roman de la série mettant en scène Lord Peter Wimsey, l'aristocrate détective amateur.

## Résumé
Sur son lit de mort, Lady Dormer fait demander son frère, le vieux général Fentiman, avec qui elle est en froid depuis des années.  Elle souhaite qu’ils  se réconcilient. Puis, elle lui révèle les termes de son testament. Advenant son propre décès avant lui, sa fortune ira à ses petits-fils Robert et George Fentiman. Toutefois, si le général décède avant elle, la presque totalité de ses biens deviendra l’héritage de Ann Doland, une parente éloignée de son défunt mari qui lui sert de dame de compagnie depuis des lustres.
Le lendemain matin, Lady Dormer s’éteint à 10h37. Or, le jour même, en après-midi, le général est retrouvé, sans vie, dans un fauteuil du Bellona Club. Ces deux morts rapprochées mettent le gros héritage de Lady Dormer sous le coup de la loi.  Cela ne va pas sans causer de vives inquiétudes et le ressentiment des frères Fentiman et tout particulièrement de George, le cadet, un vétéran de la Première Guerre mondiale atteint d’obusite et de maladies physiologiques dues à une exposition aux gaz asphyxiants pendant des opérations militaires. Et l'affaire est en effet très délicate, car en raison des dispositions testamentaires de Lady Dormer, il faut établir hors de tout doute l’heure de la mort du général. 
Pour le compte de maître Murbles, l’avocat des Fentiman, et aussi l'homme de loi attitré de la famille Winsey, Lord Peter accepte de faire enquête. Il interroge d'abord celui qui a découvert le corps du général, le Dr Penberthy. Ce dernier certifie que la mort est due à une cause naturelle, considérant que le nonagénaire, dont il était le médecin personnel, souffrait de faiblesses cardiaques. Toutefois, la position du corps devant le feu brûlant d'un âtre remet en question le recours à la rigidité cadavérique pour établir l'heure du décès. Pour lui, la mort du général pourrait être survenu bien avant 10h37.  Et pour Lord Peter, l’affaire se complique quand il constate, chose curieuse, que personne ce matin-là n’a vu le général arriver au Bellona Club et, plus encore, quand il apprend que le Dr Penberthy entretient une relation amoureuse avec Ann Doland, la parente éloignée de Lady Dormer... 

## Personnages
- Lord Peter Wimsey : détective amateur et aristocrate raffiné.
- Charles Parker : Inspecteur de Scotland Yard et ami de Lord Peter.
- Mervyn Bunter : Fidèle valet de Lord Peter.
- Mr Murbles : avocat des familles Wimsey et Fentiman.
- Le général Fentiman : un vieux gradé à la retraite et un membre du Bellona Club.
- Lady Dormer : Veuve fortunée et sœur du général Fentiman.
- Le major Robert Fentiman : Petit-fils du général Fentiman et membre du Bellona Club.
- Le capitaine George Fentiman : Second petit-fils du général et membre du Bellona Club.
- Sheila Fentiman : Femme de George.
- Ann Dorland : Parente éloignée and dame de compagnie de lady Dormer.
- Dr Penberthy : Médecin ruiné et membre du Bellona Club.
- Marjorie Phelps : Artiste et amie de Lord Peter et de Ann Dorland.

## Éditions
Édition originale en anglais
- (en) Dorothy L. Sayers, The Unpleasantness at the Bellona Club, Londres, Ernest Benn Limited, 1928

Éditions françaises
- (fr) Dorothy L. Sayers (auteur) et Marie Mavraud (traducteur), Lord Peter et le Bellona Club [«  The Unpleasantness at the Bellona Club  »], Paris, Librairie des Chams-Élysées, coll. « Le Masque no 191 », 1935, 245 p. (BNF 31307335)
- (fr) Dorothy L. Sayers (auteur) et Marie Mavraud (traducteur), Lord Peter et le Bellona Club [«  The Unpleasantness at the Bellona Club  »], Paris, Librairie des Chams-Élysées, coll. « Le Club des Masques  no 7 », 1966, 253 p.
- (fr) Dorothy L. Sayers (auteur) et Jean-Marc Mendel (traducteur) (trad. de l'anglais), Lord Peter et le Bellona Club [«  The Unpleasantness at the Bellona Club  »], « in » Dorothy Sayers, vol. 1 - Lord Peter (1923-1928), Paris, Librairie des Champs-Élysées, coll. « Les Intégrales du Masque. », 1995, 975 p. (ISBN 2-7024-2282-9, BNF 35797747) Ce volume omnibus propose une édition de la première traduction intégrale des romans suivants : Lord Peter et l'Inconnu, Trop de témoins pour Lord Peter, Arrêt du cœur, Lord Peter et le Bellona Club

## Adaptation
La BBC a produit en 1972 une adaptation pour la télévision de Lord Peter et le Bellona Club, avec Ian Carmichael dans le rôle de Lord Peter Wimsey.

## Référence
- LeRoy Lad Panek, British Mystery : Histoire du roman policier classique anglais, Amiens, Encrage, 1990, p. 93-95.  (ISBN 2-90638-918-8)